# Інгрем (Вірджинія)
Інгрем — це невключена громада в окрузі Галіфакс, Вірджинія, США. Вона розташована на 360-й магістралі штату, 20.8 кілометра на захід від Галіфакса.